# 成吉思山
80°44′S 28°2′W / 80.733°S 28.033°W
成吉思山是南極洲的山峰，位於科茨地，處於福克斯穹以南，屬於沙克爾頓山脈的一部分，海拔高度1,305米，在1967年由美國海軍拍攝空中照片。